# (988) Appella
(988) Appella – planetoida z pasa głównego asteroid.

## Odkrycie
Została odkryta 10 listopada 1922 roku w Algiers Observatory w Algierze przez Benjamina Jekhowsky’ego. Nazwa pochodzi od Paula Appella (1855–1930), francuskiego astronoma. Przed nadaniem nazwy planetoida nosiła oznaczenie tymczasowe (988) 1922 MT.

## Orbita
(988) Appella okrąża Słońce w ciągu 5 lat i 215 dni w średniej odległości 3,15 au. Należy do planetoid z rodziny Themis.